# Бонгарт, Сергей Романович
Сергей Романович Бонгарт (Бонгард) (15 марта 1918, Киев — 3 марта 1985, Санта Моника, близ Лос-Анджелеса) — художник и поэт русского происхождения, один из крупнейших художников русской эмиграции, действительный член Национальной академии дизайна США и Королевской академии художеств Великобритании.

## Биография
Родился в Киеве.
В школе учился без особых успехов. Однако, обнаружив у мальчика склонность к рисованию, отец настоял на уроках живописи. Первым учителем Бонгарта был ученик Ильи Репина — Михаил Яровой. После школы Сергей Бонгарт поступил в Киевское художественное училище, которое не смог окончить из-за войны.
В 1943 навсегда покинул Киев, учился в Вене и Мюнхене, какое-то время жил в Германии. Избежав насильственной репатриации, в декабре 1948 года с помощью американского спонсора уехал в США и поселился в Мемфисе, штат Теннесси. В 1954 году переехал в Калифорнию и поселился в Санта Монике, пригороде Лос Анджелеса.
В Санта Монике (Калифорния) Бонгард приобрёл дом-студию известного художника Николая Фешина (1881—1955), где открыл собственную школу живописи. Среди знаменитостей, посещавших студию Бонгарта — актёры Джеймс Кэгни и Джек Леммон.
Кроме того, позднее художник набрёл на диковинный уголок в штате Айдахо, чем-то напомнивший ему киевские места. Там он открыл филиал своей школы, назвав новое приобретение «Киевщиной», в честь родного города. Здесь же Бонгарт будет похоронен.
Сергей Бонгарт умер 3 марта 1985 года от неизлечимой болезни почек. Его отпевали в Лос-Анджелесе 8 марта.

## Личная жизнь
Бонгарт был четырежды женат, последний раз — на своей ученице Патриции ЛеГранде. Детей у него не было.

## Память
В 2002 году американская художница и искусствовед Мэри Балком (англ. Mary Balcomb) выпустила монографию «Sergei Bongart».
В январе 2023 года его поэзия вошла в музыкальный альбом «После России», посвященный поэтам «незамеченного поколения» первой волны российской эмиграции, в исполнении Noize MC. 

## Поэзия Сергея Бонгарта
Впервые стихи Сергея Бонгарта появились в печати ещё в 1947 году в послевоенной Германии. Тогда в Мюнхене вышел поэтический сборник «Стихи», оформленный Бонгартом. В сборнике, помимо стихов Бонгарта, опубликованы стихи восьми поэтов первой и второй «волн» эмиграции, в том числе Ольги Анстей и Ивана Елагина.
После эмиграции Бонгарт не писал стихов вплоть до начала 1970-х годов, но затем вновь увлёкся поэзией и даже хотел издать собственный сборник. В освоении ремесла поэта Бонгарту помогал его давний друг и крупный поэт, также живший до войны в Киеве —
Иван Елагин.
Издать книгу своих стихов Бонгарт не успел. Незадолго до смерти он советовался по поводу издания сборника с поэтессой, первой женой Елагина Ольгой Анстей, но она от публикации книги стихов Бонгарта отговорила.
Мечте Бонгарта было суждено сбыться лишь через двадцать лет после его смерти. Известно, что в 2005 году готовился к печати сборник его стихов «Перекати-поле».